# Katyń Pamiętamy – Uczcijmy Pamięć Bohaterów
„Katyń Pamiętamy – Uczcijmy Pamięć Bohaterów” – oficjalne uroczystości państwowe upamiętniające ofiary zbrodni katyńskiej w dniach 9 i 10 listopada 2007 na Placu marszałka Józefa Piłsudskiego w Warszawie.
Inicjatorem pośmiertnego awansowania ofiar zbrodni katyńskiej był prezydent RP Lech Kaczyński. Pierwotny termin przeprowadzenia uroczystości został wyznaczony na dni 5–7 października 2007, równocześnie z rozpowszechnianiem filmu „Katyń”, którego premiera miała miejsce 17 września 2007. Ogłoszenie terminu uroczystości wywołało oburzenie części Rodzin Katyńskich i większej części społeczeństwa. Zaproponowany termin w żadnej sposób nie był związany z tradycją i historią zbrodni katyńskiej, natomiast wpisywał się w parlamentarną kampanię wyborczą. Pod naciskiem opinii publicznej, zwłaszcza zaś wystąpienia Andrzeja Wajdy, prezydent Kaczyński zdecydował się przenieść termin, zgodnie z oczekiwaniem opinii społecznej, na 9 i 10 listopada, czyli dni poprzedzające Narodowe Święto Niepodległości. Odpowiedzialną za organizację uroczystości została podsekretarz stanu w Kancelarii Prezydenta RP Ewa Junczyk-Ziomecka i p. Emilia Błaszak.
Ostatecznie uroczystość odbyła się po wyborach (21 października 2007), w zapowiedzianym terminie, zgodnie z przygotowanym wcześniej scenariuszem.
W swoim przemówieniu prezydent Kaczyński powiedział między innymi: „mocą mojej decyzji, w ramach obowiązków przewidzianych przez Konstytucję, mocą decyzji Pana Ministra Obrony Narodowej wszyscy oficerowie i funkcjonariusze zamordowani w Katyniu zostaną awansowani o jeden stopień. Można powiedzieć, że dzisiaj, po przeszło 67 latach ten akt nie ma już znaczenia, ale myślę, że to pomyłka. Ten akt to akt pamięci, akt pamięci w stosunku do naszych bohaterów, w stosunku do ich rodzin i przede wszystkich w stosunku do całego naszego narodu”.
Następnie rozpoczęto odczytywanie nazwisk żołnierzy Wojska Polskiego oraz funkcjonariuszy Policji Państwowej, Straży Więziennej i Straży Granicznej, awansowanych pośmiertnie na pierwsze i kolejne stopnie wojskowe i służbowe. Jako pierwszy rozpoczął prezydent Kaczyński od wymienienia oficerów WP awansowanych na stopnie generała oraz funkcjonariuszy PP, SW i SG awansowanych na stopnie inspektorskie.
Na podstawie:
- postanowienia nr 112-48-07 Prezydenta RP z 5 października 2007 o nadaniu stopni generalskich[6],
- postanowienia nr 112-49-07 Prezydenta RP z 5 października 2007 o nadaniu pierwszego stopnia oficerskiego [szeregowym żołnierzom WP],
- postanowienia nr 112-50-07 Prezydenta RP z 5 października 2007 o mianowaniu na pierwszy stopień oficerski [funkcjonariuszy PP],
- postanowienia nr 112-51-07 Prezydenta RP z 5 października 2007 o mianowaniu na pierwszy stopień oficerski [funkcjonariuszy PP],
- postanowienia nr 112-52-07 Prezydenta RP z 5 października 2007 o mianowaniu na pierwszy stopień oficerski [funkcjonariuszy PP],
- postanowienia nr 112-53-07 Prezydenta RP z 5 października 2007 o mianowaniu na pierwszy stopień oficerski [funkcjonariuszy SW],
- postanowienia nr 112-54-07 Prezydenta RP z 5 października 2007 o mianowaniu na pierwszy stopień oficerski [funkcjonariuszy SG],
- decyzji Nr 439/MON Ministra Obrony Narodowej z 5 października 2007 w sprawie mianowania oficerów Wojska Polskiego zamordowanych w Katyniu, Charkowie i Twerze na kolejne stopnie oficerskie[7],
- decyzji Nr 87 Ministra Spraw Wewnętrznych i Administracji z 4 października 2007 [w sprawie mianowania na stopień podkomisarza PP],
- decyzji Nr 88 Ministra Spraw Wewnętrznych i Administracji z 4 października 2007 [w sprawie mianowania na stopień nadkomisarza PP],
- decyzji Nr 89 Ministra Spraw Wewnętrznych i Administracji z 4 października 2007 [w sprawie mianowania na stopień komisarza PP],
- decyzji Nr 90 Ministra Spraw Wewnętrznych i Administracji z 4 października 2007 [w sprawie mianowania na stopień podinspektora PP],
- decyzji Nr 91 Ministra Spraw Wewnętrznych i Administracji z 4 października 2007 [w sprawie mianowania na stopień inspektora PP],
- decyzji Nr 96 Ministra Spraw Wewnętrznych i Administracji z 26 października 2007 [w sprawie mianowania oficerów SG],
- zarządzenia personalnego Nr 4/2007 Ministra Sprawiedliwości z 1 października 2007 [w sprawie mianowania funkcjonariuszy SW],

awansowano łącznie 14183 żołnierzy i funkcjonariuszy. Prezydent RP mianował na stopnie generalskie 90 oficerów, na stopień podporucznika 391 żołnierzy, natomiast minister obrony narodowej awansował na kolejne stopnie 7842 oficerów Wojska Polskiego. Łącznie zostało awansowanych i mianowanych 5860 funkcjonariuszy Policji Państwej, Straży Więziennej i Straży Granicznej.
| Zestawienie liczbowe awansowanych funkcjonariuszy | Zestawienie liczbowe awansowanych funkcjonariuszy | Zestawienie liczbowe awansowanych funkcjonariuszy | Zestawienie liczbowe awansowanych funkcjonariuszy |
| ------------------------------------------------- | ------------------------------------------------- | ------------------------------------------------- | ------------------------------------------------- |
| Nazwa stopnia                                     | PP                                                | SG                                                | SW                                                |
| nadinspektor                                      | -                                                 | 2                                                 | -                                                 |
| inspektor                                         | 7                                                 | 6                                                 | 2                                                 |
| podinspektor                                      | 23                                                | -                                                 | -                                                 |
| nadkomisarz                                       | 55                                                | 14                                                | 6                                                 |
| komisarz                                          | 62                                                | 19                                                | 29                                                |
| podkomisarz                                       | 42                                                | -                                                 | -                                                 |
| aspirant                                          | 5221                                              | 41                                                | 306                                               |
| Razem                                             | 5410                                              | 82                                                | 368                                               |

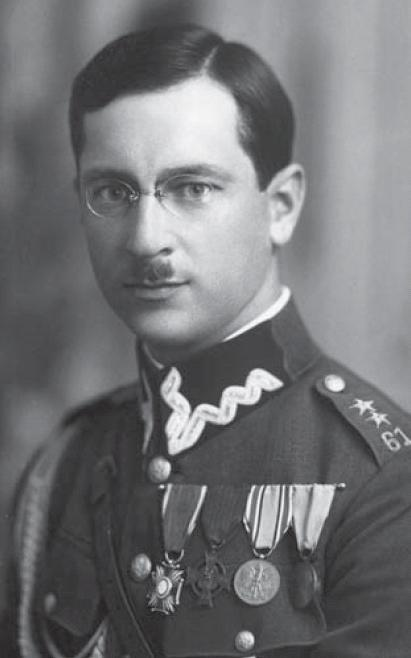
Kpt. adm. (piech.) Wincenty Strzyżewski awansowany pośmiertnie na stopień majora

16 stycznia 2008 członkowie Niezależnego Komitetu Historycznego Badania Zbrodni Katyńskiej dokonali oceny merytorycznej wykonania prezydenckiej inicjatywy. Wnioski z przeprowadzonej dyskusji zostały opublikowane w tomie 23 „Zeszytów Katyńskich”. Członkowie Komitetu stonstatowali, że:
- awansowanych jest mniej o blisko 330 niż spoczywajacych na Cmentarzach w Katyniu, Charkowie i Miednoje, ale i tak o ok. 150 więcej, niż posiadających zaewidencjonowany stopień (14040),
- w ogólnej sumie awansowanych każdy awansowany podwójnie liczony jest za dwie osoby, czyli w rzeczywistości osób awansowanych jest jeszcze mniej,
- w czasie przygotowywania imiennych wykazów do awansowania na poszczególne stopnie nie zostały przeprowadzone odpowiednie uzgodnienia między MON, MSWiA oraz Ministerstwem Sprawiedliwości, dotyczące awansowania żołnierzy rezerwy, służących w czasie pokoju w PP, SW i SG,
- w wyniku nieskoordynowania „akcji” awansowej (braku konsultacji z autorami biogramów i redaktorami trzech ksiąg cmentarnych) mamy zjawisko nagminnego podwójnego awansowania (np. Józef Bocheński, Marian Wagner),
- listy awansowe, podpisane przez ministra sprawiedliwości, wykonane są szczególnie niestarannie i niekompletnie,
- poprzez stworzenie właściwego systemu i zasad pośmiertnego awansowania ofiar zbrodni katyńskiej, można było posunąć do przodu badania nad identyfikacją ofiar,
- robienie pospiesznie ogromnie trudnego, nawet dla badaczy, zadania, czyli wykazów awansowych, przez większość merytorycznie nieprzygotowanych do takich opracowań urzędników, wprowadziło niemałe zamieszanie do obecnych badań i mocno przyćmiło satysfakcję z faktu oddania hołdu ofiarom zbrodni katyńskiej[11].

Do powyższych uwag należy dodać przypadki awansowania ofiar na taki sam stopień, jaki posiadały w chwili śmierci (np. Józef Bocheński, Bronisław Chodorowski, Piotr Dolemba, Władysław Kępa, Antoni Łotuszka).
„Akcją” pośmiertnego awansowania ofiar zbrodni katyńskiej nie objęto tych, którzy figurują na tzw. ukraińskiej i białoruskiej liście katyńskiej z jednym wyjątkiem. Minister sprawiedliwości awansował podkomisarza Straży Więziennej Aleksandra Krajewskiego s. Kazimierza ur. 1890, zamordowanego w Ukrainie. Faktycznie awansowano 14 funkcjonariuszy Straży Więziennej zamordowanych w Ukrainie i 10 zamordowanych na terytorium ówczesnej Białoruskiej SRR.